# More than Brothers
|  | Denne artikel er oprettet af botten Steenthbot ud fra en ekstern database. Den kan derfor have sproglige fejl eller mangler. Denne skabelon kan fjernes efter kontrol af indholdet. |

More than Brothers er en dansk oplysningsfilm fra 2013 instrueret af Andreas Juul Johansen og Emil Mølgaard Morell efter deres manuskript.

## Handling
En film om tre brødre fra Kenya med fodbold i blodet. De to ældste brødre spiller begge i storklubber i Europa, men den yngste bror er 17 år, og han føler, at der ligger et stort pres på ham for at gå samme vej. Der er lagt op til et dilemma mellem foræringer og forventninger.